# Monime
Monime (gr. Μονίμη; zmarła w 71 p.n.e.) – szlachetnie urodzona Anatolijka, druga żona króla Pontu Mitydatesa VI Eupatora.

O Monimie najwięcej opowiadano wśród Greków, jak to król starał się o nią i przysłał jej piętnaście tysięcy złotych, a ona mu odmawiała, aż spisano umowę małżeńską, przyznano jej diadem królewski i tytuł królowej.

Według starożytnych przekazów Monime pochodziła z Miletu lub Stratonikei leżących w Anatolii. Była córką prominentnego obywatela Filopoemena. Monime opisywano jako piękną, inteligentną kobietę obdarzoną niezwykle długimi, złocistymi włosami.
Kiedy Mitrydates VI i jego armia zwycięsko opanowała Milet i Stratonikeę w 89 p.n.e. jej piękno i elokwencja wywarła ogromne wrażenie na królu. Zakochany król był zafascynowany jej inteligencją i śmiałością
Mitrydates VI poczynił pewne przygotowania do zaślubin Monime - zaoferował jej ojcu 1500 sztuk złota, ale ta odmówiła i zażądała więcej - podpisania kontraktu małżeńskiego, tytułu królowej i diademu królewskiego. Po tym jak przekonała króla o swoim uporze, Mitrydates VI zgodził się na jej warunki.

Otóż ta Monima, gdy ów Bakchides tam się zjawił i oświadczył, że muszą zginąć śmiercią, jaka się każdej wyda najłatwiejsza i najmniej bolesna, natychmiast zerwała z głowy diadem, nałożyła go na szyję i tak się powiesiła. Ale diadem się przerwał od razu, a ona: „Przeklęty strzępie, nawet na to mi się nie przydasz?" Splunęła nań i odrzuciła na bok, i Bakchidesowi podstawiła głowę pod cios.

Skrybowie królewscy przygotowali kontrakt małżeński, a król zlecił wykonanie tiary (w tamtych czasach była to długa przepaska z materiału noszona przez królów i zwycięzców olimpijskich) z purpurowej i złotej materii, oraz wyznaczył dla niej kilkanaście pałaców w Synopie w których ją zakwaterowano. Małżeństwo zawarli w 88 p.n.e. i Monime była drugą żoną Mitrydatesa VI i królową. Ofiarował jej ojcu kilkanaście talentów (kilkaset kilogramów) złota w zamian za jego zgodę na to małżeństwo i mianował go swoim namiestnikiem w Efezie. Monime urodziła swojemu mężowi jedno dziecko - córkę Atenais Filostorgos II.
Na początku ich małżeństwa miała ogromny wpływ na swojego męża, który jednak wkrótce bardzo się zmniejszył. W rezultacie małżeństwo to było nieszczęśliwe, a sama królowa była nieusatysfakcjonowana swoją pozycją i koniecznością opuszczenia rodzinnego miasta.
W 71 p.n.e., kiedy jej mąż został zmuszony do porzucenia swojego królestwa i pójścia na wygnanie, Monime została zmuszona do popełnienia śmierci w Poncie - kiedy nie była w stanie tego zrobić, żołnierz Mitrydatesa ściął jej głowę.